# Brosix
O Brosix (inicialmente conhecido por Brosix Corporate Instant Messenger), é um mensageiro instantâneo seguro destinado a ajudar os utilizadores a se ligarem entre eles. Utiliza uma encriptação AES (Padrão de Criptografia Avançada) de 256-bits para encriptar as mensagens, tornando-as seguras desta forma. Existem duas edições deste produto disponíveis: O Brosix Personal é um freeware para uso individual, enquanto que o Brosix Business é destinado a negócios e empresas, permitindo-lhes construir as suas redes de mensagens privadas.
O Brosix permite texto, voz e chat video, criação instantânea e transmissão de capturas de ecrã, transferência de ficheiros, whiteboarding e partilha de ambiente de trabalho.
O Brosix participou no no Best IM Client 2009 Award e no Best IM Client 2010 Award organizados pela About.com. Em 2009, o Brosix ganhou o prémio de "Best IM Feature" pelo Brosix Whiteboard e o prémio de "Developers of the Year". O Brosix é segundo no "Most Improved IM Client 2009" e está nos três primeiros no "Best IM Client 2009" e no "Best Third-Party IM Client 2009". Em 2010, o Brosix ganhou o prémio de "Best IM Feature" pela função Brosix Screenshot.